# Lost Odyssey
Lost Odyssey es un RPG desarrollado por Mistwalker, junto con Feelplus, para Xbox 360.
Es la segunda obra de Mistwalker, siendo Blue Dragon la primera y Archaic Sealed Heat la tercera, empresa liderada por Hironobu Sakaguchi director de todos los Final Fantasy hasta la décima entrega, así como de la película 'Final Fantasy: La fuerza interior'. Al mando de la banda sonora se encuentra el artista Nobuo Uematsu que también creó las melodías de la mítica saga de Square, los sueños explicados durante el juego corren a cargo de Kiyoshi Shigematsu y el diseño de personajes corre a cargo del prestigioso mangaka Takehiko Inoue, creador de Vagabond y Slam Dunk.

## Descripción
En Lost Odyssey el jugador toma control de Kaim Argonar, un hombre que ha sido sentenciado a vivir durante 1000 años. El juego gira alrededor de las muchas generaciones de las cuales Kaim es parte, sus amores y pérdidas y conflictos de un mundo cercano a una "revolución industrial mágica".

## Modo de juego

### Las batallas
Las batallas de este RPG son aleatorias y por turnos. El sistema de combate es el habitual de este género. Así, podemos pensar la estrategia a emplear ordenando a los personajes sus acciones. En la batalla puedes formar equipos de hasta 5.
A los combatientes puedes ordenarles: atacar, habilidad (usa una técnica especial), Hechizo (usa magia), objeto (usa un ítem), huir (intentar huir de la batalla, no siempre se puede), Formación (cambio de posiciones) y equipar (cambia algún objeto especial del combatiente).

### Mortales e Inmortales
El grupo, que en total son 9 miembros, se dividen en dos: Inmortales y Mortales. Los inmortales poseen mejores atributos, en los combates si caen "muertos" en dos turnos vuelven a levantarse y no pueden aprender habilidades por sí mismo, sino necesita equiparse un accesorio o aprender una habilidad que posee un mortal. 
Los mortales, a diferencia, no resucitan automáticamente y aprenden habilidades al subir de nivel pero no de los accesorios ni de los inmortales.

### Sistema Muro
La formación importa, ya que podemos colocar a los combatientes en vanguardia o retaguardia. Los de vanguardia, los cuales tienen que ser más resistente y fuerte en el ataque, hacen de barrera física para los de atrás, es el sistema Muro . El muro es la suma total (llamado indicador de condición de guardia (CG)) de los combatientes de la vanguardia, así cuando vayan siendo debilitados, el indicador de CG también disminuye. En la retaguardia se colocan los miembros menos resistente, además utilizan magias. 

### Los Anillos
Los anillos son accesorios que proporciona una o varias cualidades al ataque. Un ejemplo, si pones un anillo con la habilidad matabestias nv1, los ataques a los enemigos tipo bestia serán más efectivos. Cuando ataquemos, aparecerá dos anillos, uno exterior y otro sobre el enemigo. Se mantiene apretado el gatillo derecho moviendo el anillo exterior. Cuando los dos anillos coinciden, es el momento de soltar el gatillo. Hay tres resultados posibles: mal, bien o perfecto (el ataque será óptimo).
En el menú, hay la sección de Montaje de Anillo, en la cual a cambio de objetos, creas o refuerzas anillos. 

### Magia
En el juego consta de 4 tipos de magia:
- Magia Blanca: Se utiliza para recuperar PS, curar estado y aumentar la defensa. La usa Jansen, Cooke o cualquier personaje que tenga algún objeto que lo permita.
- Magia Negra: Se utiliza para atacar o causar dolencia al enemigo. La usa Janseny Sarah.
- Magia Espiritual: Se utiliza para apoyar o causar dolencia al enemigo. La usa Mack.
- Magia Compuesta: Se utiliza para atacar a todos los enemigos o curar a todos los aliados.La usa Ming

.

### Los Sueños
A lo largo del juego, Kaim al ir hablando con gente u observando, le vendrán recuerdos en forma de sueños: se trata de 33 historias que narran acontecimientos que le ocurrieron a Kaim (u otro inmortal) y que había olvidado. La prosa se desenvuelve párrafo a párrafo e incluye animaciones en palabras relevantes, efectos de sonido y cambios de fondo que aportan mayor expresividad a la historia.